# Narrogin
Narrogin è una città situata nella regione di Wheatbelt, in Australia Occidentale; essa si trova 190 chilometri a sud-est di Perth ed è la sede della Città di Narrogin. Benché non ne faccia formalmente parte, Narrogin è anche la sede della Contea di Narrogin. Al censimento del 2006 contava 4.238 abitanti.